# Mia Stadig
Ann-Marie Lillemor „Mia“ Stadig-Bredberg (* 18. März 1966 in Sundborn) ist eine frühere schwedische Biathletin.
Mia Stadig gehörte mit Läuferinnen wie Eva Korpela, Inger Björkbom, Sabine Karlsson und Anna Hermansson zur ersten Generation schwedischer Biathletinnen, die mit sowjetischen, norwegischen und teilweise auch finnischen Athletinnen die Weltspitze von der Einführung der Weltmeisterschaften 1984 bis zu den ersten Olympischen Winterspielen, an denen 1992 in Albertville auch weibliche Starterinnen teilnehmen durften. Sie startete für Dalregementets IF aus Falun.
Stadig nahm 1985 in Egg am Etzel bei der zweiten Austragung überhaupt erstmals an erstmals Biathlon-Weltmeisterschaften teil und wurde 16. des Sprints. Es folgten die Weltmeisterschaften 1986 im heimischen Falun, wo sie 14. des Einzels wurde. Ein Jahr später konnte sie in Lahti mit Inger Björkbom und Eva Korpela die Silbermedaille hinter der zu der Zeit übermächtigen Staffel der Sowjetunion gewinnen. Im Einzel wurde sie Elfte, im Sprint 18. 1988 platzierten sich in Chamonix neben der sowjetischen Staffel die Norwegerinnen vor den Schwedinnen, die somit Drittplatzierte in der Besetzung des Vorjahres wurden, Stadig war Schlussläuferin. Weniger erfolgreich verliefen die Weltmeisterschaften 1989 in Feistritz, wo erstmals Männer und Frauen gemeinsam ihre Weltmeisterschaften austrugen. Stadig wurde im Sprint 17. sowie im Einzel 21. Im Staffelrennen kam sie mit Inger Björkbom und Sabine Karlsson nach zwei erfolgreichen Jahren in den Medaillenrängen nur auf Platz sieben. Um einen Rang besser platzierte sie sich mit Karlsson, Anna Hermansson und Björkbom im erstmals ausgetragenen Mannschaftswettbewerb. Bei der aus Witterungsgründen neben Minsk auch in Oslo ausgetragenen Weltmeisterschaften 1990 kam sie im Sprint auf den 18. Platz und verpasste im Staffelrennen mit Björkbom und Hermansson auf der Startposition als Fünftplatzierte erneut eine Medaille. Die Welttitelkämpfe 1991 in Lahti wurden zu den letzten Weltmeisterschaften der Schwedin. Im Einzel erreichte sie Rang neun und wurde im Einzel 27. Zum Karrierehöhepunkt wurde die Teilnahme an den erstmals ausgetragenen olympischen Biathlonwettbewerben für Frauen in Albertville. Auf den Strecken von Les Saisies wurde sie im Sprintrennen 14., kam in Einzel auf Rang 33 und wurde mit Christina Eklund und Inger Björkbom Staffel-Sechste. Nach den Spielen beendete sie ihre Karriere.

## Biathlon-Weltcup-Platzierungen
Die Tabelle zeigt alle Platzierungen (je nach Austragungsjahr einschließlich Olympische Spiele und Weltmeisterschaften).
- 1.–3. Platz: Anzahl der Podiumsplatzierungen
- Top 10: Anzahl der Platzierungen unter den ersten zehn (einschließlich Podium)
- Punkteränge: Anzahl der Platzierungen innerhalb der Punkteränge (einschließlich Podium und Top 10)
- Starts: Anzahl gelaufener Rennen in der jeweiligen Disziplin
- Staffel: inklusive Mixed-Staffel

| Platzierung                                                                                     | Einzel | Sprint | Verfolgung | Massenstart | Team | Staffel | Gesamt |
| ----------------------------------------------------------------------------------------------- | ------ | ------ | ---------- | ----------- | ---- | ------- | ------ |
| 1. Platz                                                                                        |        |        |            |             |      |         |        |
| 2. Platz                                                                                        |        |        |            |             |      | 1       | 1      |
| 3. Platz                                                                                        |        |        |            |             |      | 1       | 1      |
| Top 10                                                                                          | 1      |        |            |             | 1    | 5       | 7      |
| Punkteränge                                                                                     | 4      | 5      |            |             | 1    | 5       | 15     |
| Starts                                                                                          | 5      | 6      |            |             | 1    | 5       | 17     |
| Stand: Karriereende, inklusive Olympischer Spiele und Weltmeisterschaften, Daten nicht komplett |        |        |            |             |      |         |        |